# 2008-as Renault Formula–1-es botrány

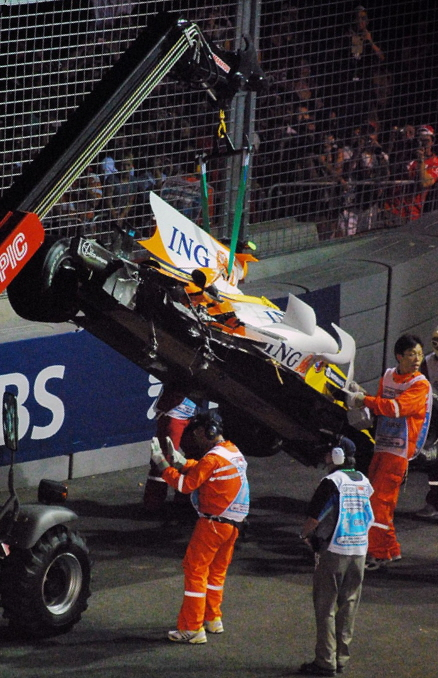
A Nelson Piquet által összetört Renault R28-as, a botrány okozója

A Formula–1-ben versenyző Renault csapat 2008-as ütközéses botránya, közkeletű nevén Crashgate, egy sportbotrány, amelyet az okozott, hogy a 2008-as Formula–1-es szingapúri nagydíj során Nelson Piquet Jr. szándékosan a falhoz csapta az autóját azért, hogy ezzel előnyhöz juttassa csapattársát, Fernando Alonsót.
2008. szeptember 28-án, a verseny 15. körében, amikor az előrejelzések szerint a versenyzők elkezdtek volna kiállni az első kerékcseréjükre, Piquet és az általa vezetett Renault R28-as versenyautó a falnak ütközött a 17-es kanyarban, ami miatt be kellett küldeni a biztonsági autót. Alonso már korábban kiállt kerékcserére, így ő került az élre. Az akkori szabályok értelmében lehetőség volt verseny közben tankolni, ezért alacsony volt az autók üzemanyagszintje, csakhogy biztonsági autós fázis alatt tilos volt behajtani a boxutcába, csakis büntetés terhe mellett. Ha pedig közvetlenül a biztonsági autós fázis után állt ki valaki, akkor alaposan hátraesett a mezőnyben. Alonso így nyerte meg a versenyt annak ellenére, hogy csak a 15. helyről rajtolt. Piquet egyszerű hibának minősítette a balesetet a maga részéről, és azt állította, hogy a teletankolt autót nehéz volt vezetni.
Miután a 2009-es magyar nagydíj után Piquet-t kirúgta a csapata, hirtelen azt kezdte el híresztelni, hogy megkérték arra: szándékosan csapódjon a falnak, hogy ezzel Alonsónak kedvezzenek. Emiatt a Nemzetközi Automobil Szövetség (FIA) is vizsgálódni kezdett, és 2009. szeptember 4-én meg is gyanúsították a Renault csapatát a konspirációval. Szeptember 21-ig lett volna lehetőségük válaszolni, azonban már szeptember 16-án bejelentették, hogy nem vitatják a vádakat, és hogy ezzel egyidejűleg Flavio Briatore igazgató és Pat Symonds vezető mérnök is azonnali hatállyal távozik a csapattól.
Szeptember 21-én bejelentették, hogy a Renault csapatát kizárták a Formula–1-ből, azonban a döntést felfüggesztették két évre. Briatorét határozatlan időre kitiltották valamennyi Formula–1-es vagy az FIA által felügyelt autós rendezvényről, Symonds pedig öt éves eltiltást kapott. A francia bíróság mindkettejük eltiltását felülbírálta utóbb, de bejelentették, hogy az FIA-val kötött megállapodásuk értelmében önként tartják magukat távol a rendezvényektől. Briatore végül 2022-ben tért vissza, először mint nagykövet, majd 2024-ben mint az Alpine csapat tanácsadója. Symonds már korábban, 2011-ben a Virgin Racing technikai tanácsadója lett.

## Háttere

### A Renault F1 csapat
2000-ben a Renault visszatért gyári csapatként a Formula–1-be, akként, hogy felvásárolta a Benetton istállót. Ennek a csapatnak 1997-ig az olasz üzletember, Flavio Briatore volt a vezetője, akit ezután David Richards váltott. Briatore ezután a Renault motorsportos üzletágát, a Mecachrome-ot menedzselte, majd a márka visszatérésekor újra ő lett a csapatvezető. Briatorénak nemcsak a Formula–1-ben voltak érdekeltségei, résztulajdonosa volt az angol Queens Park Rangers labdarúgócsapatnak is, amit közösen tulajdonolt Bernie Ecclestone-nal és az indiai iparmágnás Lakshmi Mittal-lal.
A spanyol Fernando Alonso a Renault csapatánál versenyzett 2002 és 2006 között. Miután 2006 végén elhagyta őket, a McLarenhez igazolt, de ott csak egy évet töltött, így 2008-ban visszatért hozzájuk. Pat Symonds még akkor kezdett el dolgozni a csapatnál, amikor még Toleman néven versenyeztek, később pedig a Benetton csapat vezető mérnöke lett. A brazil versenyző Nelson Piquet Jr. a háromszoros világbajnok Nelson Piquet fia volt, aki 2008-ban kapott lehetőséget a Renault csapattól, 2007-ben pedig már teszt- és tartalékpilóta volt. 2006 októberétől Piquet szerződéses kapcsolatban állt Briatore FFBB nevű menedzsercégével. A szingapúri incidens előtt a Renault csapata már közel két éve nem nyert egy futamot sem (a legutolsót 2006. október 8-án, a japán nagydíjat), és közel álltak ahhoz, hogy újra kivonuljanak a sportágból.

### A 2008-as szingapúri nagydíj
A 2008-as Formula–1 világbajnokság 15. futamát Szingapúrban rendezték meg 2008. szeptember 28-án. Ez volt a Formula–1 történetének első éjszakai versenye. A hétvége során hiába volt jónak mondható Alonso teljesítménye, az időmérő edzésen leszerepeltek, és csak a 15-16. helyet szerezte meg a két Renault. Alonso műszaki hiba miatt nem tudott jobb eredményt futni az időmérő edzésen.
A felvezető körön Piquet megpördült az autójával, pontosan ott, ahol később a baleset történt, de tovább tudott haladni. A verseny rajtját követően Alonso volt az első versenyző, aki a 12. körben kiállt a boxutcába kereket cserélni és tankolni, és ezt követően az utolsó helyen haladt. A versenyt kevés üzemanyaggal kezdte meg azzal a céllal, hogy így majd könnyebben tudja megelőzni az előtte haladókat. Azok a pilóták, akik ennyire hátulról indultak, jellemzően inkább az ellenkezőjét tették: a jobban megtankolt autóval megspórolhattak egy boxkiállást, amivel akár fél percet is nyerhettek. Három körrel Alonso kiállását követően Piquet autója a falnak rohant a 17-es kanyarban - ez egy olyan hely volt, ahol még daru sem volt a közelben, hogy gyorsan kiemeljék az autót, ezért beküldték a biztonsági autót.
A 2008-as szabályok értelmében a boxutca zárva volt addig, amíg a biztonsági autó össze nem szedte a mezőnyt. Ez azt jelentette, hogy az élen haladók előnye elolvadt, és miután úgyis ki kellett állniuk a boxba, visszazuhantak a mezőny hátuljára. Ily módon Alonso jelentős előnyre tett szert a többiekhez képest. A korábbi szabályok értelmében a boxutca nem volt lezárva, tehát ha ez lett volna hatályban, akkor az élen haladók megtehették volna, hogy az első adandó alkalommal kiállnak kereket cserélni és tankolni. Bizonyos pilóták taktikai szempontból kevés üzemanyaggal rajtoltak el, ez az ő esetükben azt jelentette, hogy mindenképpen ki kellett állniuk tankolni, vagy kifogyott volna az üzemanyaguk - ezt megtehették, csak éppen büntetéssel járt együtt, ha a boxutca épp le volt zárva.
Azzal, hogy az élen állók később tudtak csak kiállni, egyrészt hátrakerültek a mezőnyben, másrészt beszorultak az előttük haladó lassabb autók mögé, akiket nagyon nehéz volt megelőzni a szűk városi pályán. Akik még Alonso előtt álltak, azok képesek voltak tőle elhúzni, de a kevesebb üzemanyag miatt előbb vagy utóbb ki kellett állniuk. Alonso a verseny utolsó harmadában az élre került és meg is nyerte a versenyt.
A Piquet-balesettel kapcsolatban a pilóta először csak annyit nyilatkozott, hogy nagy volt a szemcsésedés a gumikon, és amikor a csapat azt kérte tőle, hogy nyomja neki, megcsúszott az autó hátulja. A verseny után kiadott kommünikében a Renault csapata a győzelmet brilliáns taktikai győzelemnek nevezte, Briatore és Symonds pedig azt mondták, hogy a biztonsági autós fázishoz kellett egy kis szerencse is. A futam után Joe Saward újságíró a grandprix.com weboldalon megírta, hogy egyesek cinikusan megkérdőjelezik a baleset körülményeit, és hogy szerinte senki nem gondolhatja komolyan, hogy egy csapat olyan kétségbeesett helyzetben legyen, hogy szándékosan csapassa oda az egyik autóját a falnak. A brazil Rede Globo tévé szerint Felipe Massa, aki az incidens előtt az élen haladt, majd végül a 13. helyre esett vissza, és az év végén mindössze egyetlen ponttal bukta el a világbajnokságot, kérdőre vonta Briatorét, Max Mosley azonban azt mondta, hogy a sportágban senkit nem vonhatnak felelősségre puszta spekulációk miatt.

### Piquet menesztése
Fernando Alonso a 2008-as idényt 61 ponttal a bajnoki ötödik helyen zárta, míg Piquet csak a tizenkettedik lett, 19 ponttal. Kettejük összpontszámával a Renault a konstruktőri negyedik helyet érte el. Habár beszéltek arról, hogy elhagyja a csapatot, a Renault és Piquet újabb egy évre hosszabbítottak. A 2009-es idényben is Alonso volt a csapattársa, csakhogy amíg az idény feléig Alonso legalább gyűjtött 13 pontot, addig Piquet egyet sem. 2009. augusztus 3-án Piquet megerősítette, hogy kirúgta őt a Renault. A búcsú nem volt szép, mert Piquet egyszerre szidalmazta volt csapatát és Briatorét emiatt. A szezon hátralévő versenyein az addigi tesztpilóta Romain Grosjean ült be a helyére.

## Piquet vádjai

### A nyomozás megindítása
2009. augusztus 30-án a brazil Rede Globo tévében egy riportban azt állították, hogy Piquet-t a csapat kérte meg, hogy szándékosan csapja falhoz az autóját. A Nemzetközi Automobil Szövetség (FIA) azonnal vizsgálatot kezdeményezett "egy korábbi versenyen történt állítólagos incidens miatt". Szeptember 4-én hivatalosan is meggyanúsították azzal a Renault csapatát, hogy befolyásolta a verseny végeredményét. Felhozták, hogy a csapat megsértette a sportszabályzat 151. cikkének c) pontját azáltal, hogy Nelson Piquet Jr.-t rávették, hogy szándékos baleset okozásával jogtalan előnyhöz juttassák a csapat másik versenyzőjét, Fernando Alonsót. Képviselőiket a Motorsport Tanács elé idézték, amely szeptember 21-én ülésezett, napokkal az az évi szingapúri nagydíj előtt. A Renault azonnal bejelentette, hogy nem kívánja kommentálni az ügyet, amíg döntés nem születik benne.

### Kiszivárgott bizonyíték
Szeptember 10-én Piquet-t másodszor is meghallgatták. Ugyanezen a napon az első meghallgatásának, amelyet július 30-án tartottak az FIA párizsi székházában, megjelent az f1sa.com weboldalon a leirata. A hitelességével kapcsolatban Max Mosley azt mondta, hogy neki nem úgy tűnik, hogy koholmány lenne. Ebben a leiratban Piquet azt állította, hogy Briatore és Symonds megkérték rá, hogy csapja a falhoz a kocsit egy bizonyos kanyarban. Alonso tagadta, hogy tudott volna bármit is az egészről, és azt is, hogy valaha megfordulna a fejében ilyesmi. Piquet-től is megkérdezték, hogy Alonso tudott-e bármit a dologról, ugyanis a versenystratégiája máskülönben értelmetlennek tűnt az alacsony üzemanyagszinttel és a korai kiállással. A meghallgatások során Alonsót végül felmentették.
Szeptember 11-én Max Mosley bejelentette, hogy Piquet-t nem éri semmi hátrányos következmény abban az esetben sem, ha a Renault javára döntenének.

### A Renault válasza
A kiszivárgás napján a Renault is kiadott egy közleményt, mely szerint mind Piquet, mind pedig az apja ellen megteszik a szükséges jogi lépéseket az angol és francia bíróságokon. hamis vád és zsarolás miatt, mivel álláspontjuk szerint ezzel akarták elérni, hogy a versenyző az év végéig a csapatnál maradhasson. Piquet Jr. válaszul csak annyit közölt, hogy mivel az igazat mondja, így nincs mitől félnie, és hogy többé már nem fogják tudni belekényszeríteni egy döntésbe, amit utóbb megbán.
Szeptember 14-én nyilvánosságra került, hogy Symonds számára büntetlenséget ígértek arra az esetre, ha együttműködik. Symonds azt állította, hogy a baleset ötlete Piquet-től jött. Szeptember 15-én a The Times leiratokat közölt a Renault csapat rádióbeszélgetéseiből.
Szeptember 16-án a Renault bejelentette, hogy nem fogják vitatni a vádakat, és hogy mind Briatore, mind Symonds elhagyták a csapatot. Az FIA mindazonáltal megerősítette, hogy a szeptember 21-i meghallgatást meg fogják tartani, hiszen az a Renault csapatára is kihatással lehet. Briatore közleményben csak annyival kommentálta a távozását, hogy megpróbálta megmenteni a csapatot, mert ez volt a kötelessége.

## A Motorsport Tanács ülése
Szeptember 21-én Párizsban ült össze a tanács, hogy megvitassa az ügyet. Másfél órás tanácskozás után megszületett a döntés: a Renault csapatát kizárták a Formula–1-ből, azonban ezt két évre felfüggesztették. Tehát ha 2011-ig bármilyen kihágáson kapták volna a csapatot, az az azonnali kitiltással járt volna együtt. Briatorét határozatlan időre tiltották ki az FIA rendezvényeiről, Symondsot pedig öt évre. Briatorét emellett határozatlan időre eltiltották attól is, hogy versenyzők menedzsere legyen, és egyetlen általa menedzselt versenyző sem kaphatott szuperlicenszet vagy hosszabbíthatták azt meg. Alonsót felmentették, ugyanis nem állt rendelkezésre bizonyíték, hogy akár ő, akár a mérnöke tudtak volna a dologról.
Briatorét azért is büntették ilyen szigorúan az elmondásuk szerint, mert az egyértelmű bizonyítékok tömkelege ellenére is következetesen tagadott. Symonds ezzel szemben mindent őszintén bevallott és megbánását fejezte ki. A tanács szerint az, amit a Renault tett, elegendő ahhoz, hogy örökre kitiltsák őket a sportágból, viszont a felfüggesztés is megfelelő volt annak fényében, hogy Briatorétól és Symondstól azonnali hatállyal megváltak.
A döntés meghozatalában nagy szerepet játszott egy meg nem nevezett Renault-dolgozó vallomása, aki jelen volt a verseny előtti megbeszélésen, és ellenezte a tervet.

## Fogadtatás
A botrány a lehető legrosszabbkor jött a Formula–1-nek, ugyanis nemrég született csak végleges döntés a 2007-es botrányban, amikor a McLaren (és közvetve épp a Renault) titkos dokumentumokra tett szert a Ferraritól; továbbá alig pár hónapja történt, hogy a McLaren csapata hazugságra kényszerítette Lewis Hamiltont a versenybírák előtt.
A döntést követően a Renault csapatát elhagyta két fontos szponzora, az ING és a Mutua Madrileña is. Emiatt az autóikról valamint a csapat felszereléseiről eltűnt mindkét szponzor neve.
2009. október 19-én Briatore bejelentette, hogy bepereli az FIA-t az élethosszig tartó eltiltása miatt, mert szerinte ők voltak a bosszú eszközei, akik egy ember érdekében jártak el. Ráadásul szerinte több szabálytalanság is volt az ügyben, mint az elhúzódó meghallgatások, a vádak nem egyértelmű megfogalmazása, és hogy nem férhettek hozzá a koronatanúnak számító ismeretlen Renault-dolgozó irataihoz. A francia bíróság helyt adott a keresetének, feloldotta az eltiltást, és megítélt neki 15 ezer eurót. Ugyancsak megszüntették Symonds eltiltását, ő 5 ezer dollárt kapott. 2010. január 11-én az FIA bejelentette, hogy megfellebbezi a döntést. Az ügy végül közös megegyezéssel zárult áprilisban: a felek megegyeztek abban, hogy 2013-ig nem dolgoznak a Formula–1-ben, vagy egyéb FIA által felügyelt bajnokságban 2011-ig. Az év decemberében a Renault és a Piquet család is békésen megegyezett, a csapat pedig nyilvánosan is bocsánatot kért a vádakért.

## Következmények
Briatore esetében, mivel futballklub-tulajdonos volt, felmerült annak a lehetősége, hogy az eltiltása miatt megbukna a megbízhatósági teszten és így meg kellene válnia minden pozíciójától. Ő ennek 2010 februárjában inkább önként eleget tett.
Elméletileg lehetőség lett volna arra, hogy azért, amit tettek, Briatorét és Symondst kiadják a szingapúri hatóságoknak. Ez azonban mindig is valószínűtlen volt, részben azért, mert rossz színben tüntette volna fel az országot, és azért is, mert Olaszországgal Szingapúrnak nem volt kiadatási egyezménye, Briatore pedig olasz állampolgár volt.
Az eset tönkretette Piquet Jr. karrierjét is, ezután ugyanis senki nem akart vele szerződést kötni a Formula–1-ben. Martin Brundle egykori versenyző és későbbi kommentátor szerint Piquet nem volt elég gyors, nem szállította az eredményeket, ezért váltak meg tőle, ő pedig válaszul ledobta az atombombát. Brundle azt sem értette, Piquet hogyan úszhatta meg az egészet büntetés nélkül. Később más autóverseny-sorozatokban folytatta a karrierjét.
Alonso karrierjét viszont meg sem karcolta a botrány, holott az egésznek ő volt a haszonélvezője. 2014-ben Massa azt állította, hogy igenis tudott arról, hogy mi készült.
2011-től 2013-ig Pat Symonds a Virgin Racing (később Marussia) technikai tanácsadója lett, majd 2013-2016 között a Williams csapatnál dolgozott. 2017 és 2024 között a Formula–1 technikai főigazgatója lett, majd az Andretti Cadillac Formula–1-es programjához csatlakozott. Briatore előbb mint sportági nagykövet tért vissza 2022-ben, majd 2024-ben az Alpine csapatának tanácsadója lett.
2023-ban egy, a The Mirror című lapnak adott interjúban Bernie Ecclestone azt mondta, hogy ő és Max Mosley is pontosan tudták, mi történt 2008-ban. Mégsem tettek semmit akkor, amikor megtudták, hogy mi készül, mert féltették a sport jó hírnevét egy esetleges botránytól. Ráadásul volt egy szabály is, hogy egy befejezett világbajnokság végeredménye érinthetetlen, ha lezajlott a díjátadó ceremónia - mivel a futammal közvetett összefüggésben Felipe Massa elvesztette a világbajnoki címet Lewis Hamilton javára, ezért Ecclestone szerint neki kellett volna bajnoknak lennie, de ez ellen nem lehetett már tenni semmit.
Az interjú ismeretében Felipe Massa azonnal keresni kezdte a jogi lehetőségeit annak, hogyan változtathatná meg a 2008-as világbajnokság végeredményét erre hivatkozással.

## Forráshivatkozások
1. ↑  Subscribe to read. www.ft.com. (Hozzáférés: 2024. augusztus 12.)
2. ↑  FIA interview with Renault F1 director of engineering, Pat Symonds (angol nyelven). The Telegraph, 2009. szeptember 15. (Hozzáférés: 2024. augusztus 12.)
3. ↑  „Renault handed suspended F1 ban”, 2009. szeptember 21. (Hozzáférés: 2024. augusztus 12.) (brit angol nyelvű)
4. ↑  Flavio Briatore Returns to F1 with Alpine | thejudge13. thejudge13.com. (Hozzáférés: 2024. augusztus 12.)
5. ↑  Pat Symonds given role with Virgin Racing despite role in Crashgate (angol nyelven). The Telegraph, 2011. február 12. (Hozzáférés: 2024. augusztus 12.)
6. 1 2  „Football League looks at Briatore”, 2009. szeptember 21. (Hozzáférés: 2024. augusztus 12.) (brit angol nyelvű)
7. 1 2 3 4 5 6  The Times & The Sunday Times (angol nyelven). www.thetimes.com, 2024. augusztus 12. (Hozzáférés: 2024. augusztus 12.)
8. 1 2  Q and A: why Renault face race-fixing allegations and other questions - Telegraph. web.archive.org, 2009. szeptember 23. [2009. szeptember 23-i dátummal az eredetiből archiválva]. (Hozzáférés: 2024. augusztus 12.)
9. ↑  „Renault blames Briatore & Symonds”, 2009. szeptember 17. (Hozzáférés: 2024. augusztus 12.) (brit angol nyelvű)
10. ↑  Lewis Hamilton in pole position for F1 title after Felipe Massa's costly Singapore slip (angol nyelven). The Telegraph, 2008. szeptember 28. (Hozzáférés: 2024. augusztus 12.)
11. 1 2  Hamilton, Maurice. „FIA charges Renault over Nelson Piquet Jr crash in Singapore”, The Guardian, 2009. szeptember 4. (Hozzáférés: 2024. augusztus 12.) (brit angol nyelvű)
12. ↑  Sport hírek - Index (magyar nyelven). index.hu, 2024. augusztus 12. (Hozzáférés: 2024. augusztus 12.)
13. ↑  Formula One - Times Online - WBLG: A load of utter rubbish from Renault after a "complicated" night for Nelson Piquet. web.archive.org, 2009. szeptember 22. [2009. szeptember 22-i dátummal az eredetiből archiválva]. (Hozzáférés: 2024. augusztus 12.)
14. ↑  F1 News - Grandprix.com > GP Encyclopedia > Races > Singapore GP, 2008. web.archive.org, 2010. január 4. [2010. január 4-i dátummal az eredetiből archiválva]. (Hozzáférés: 2024. augusztus 12.)
15. ↑  http://www.autosport.com/news/report.php/id/77538
16. ↑  Hamilton, Maurice. „Renault may quit Formula One over new cheating claim”, The Guardian, 2009. augusztus 31. (Hozzáférés: 2024. augusztus 12.) (brit angol nyelvű)
17. ↑  „F1 launches Singapore race probe”, 2009. augusztus 31. (Hozzáférés: 2024. augusztus 12.) (brit angol nyelvű)
18. ↑  http://www.autosport.com/news/report.php/id/78321
19. ↑  Transcript of Nelson Piquet Jr's statement to the FIA - Yahoo! Eurosport UK. web.archive.org, 2009. szeptember 15. [2009. szeptember 15-i dátummal az eredetiből archiválva]. (Hozzáférés: 2024. augusztus 12.)
20. ↑  „Alonso 'surprised' by fix claim”, 2009. szeptember 10. (Hozzáférés: 2024. augusztus 12.) (brit angol nyelvű)
21. ↑  Singapore crash: Nelson Piquet Snr takes step back from Fernando Alonso allegation (angol nyelven). The Telegraph, 2009. szeptember 18. (Hozzáférés: 2024. augusztus 12.)
22. ↑  Q& A: what will be the fallout from the Renault Fomula One race-fixing scandal? - Telegraph. web.archive.org, 2009. szeptember 24. [2009. szeptember 24-i dátummal az eredetiből archiválva]. (Hozzáférés: 2024. augusztus 12.)
23. ↑  „Renault to launch Piquet lawsuit”, 2009. szeptember 11. (Hozzáférés: 2024. augusztus 12.) (brit angol nyelvű)
24. ↑  „Singapore transcript reveals Flavio Briatore's anger at Nelson Piquet”, The Guardian, 2009. szeptember 15. (Hozzáférés: 2024. augusztus 12.) (brit angol nyelvű)
25. ↑  „Briatore out over Renault fix row”, 2009. szeptember 16. (Hozzáférés: 2024. augusztus 12.) (brit angol nyelvű)
26. ↑  http://www.skysports.com/story/0,19528,12433_5565218,00.html
27. 1 2  http://www.autosport.com/news/report.php/id/78770
28. ↑  F1 - The Official Home of Formula 1® Racing (angol nyelven). www.formula1.com. (Hozzáférés: 2024. augusztus 12.)
29. ↑  Collantine, Keith: Who is Renault's "Witness X"? (brit angol nyelven). RaceFans, 2009. szeptember 22. (Hozzáférés: 2024. augusztus 12.)
30. ↑  http://www.autosport.com/news/report.php/id/78841
31. ↑  http://www.autosport.com/news/report.php/id/79569
32. ↑  http://www.autosport.com/news/report.php/id/82844
33. ↑  Piquet duo win libel case over Renault (angol nyelven). edition.cnn.com. (Hozzáférés: 2024. augusztus 12.)
34. ↑  „Singapore unlikely to extradite Flavio Briatore and Pat Symonds”, The Guardian, 2009. szeptember 18. (Hozzáférés: 2024. augusztus 12.) (brit angol nyelvű)
35. ↑  Young, Byron: Nelson Piquet can expect a paddock backlash for deliberately crashing his Renault at last year's Singapore Grand Prix (angol nyelven). The Mirror, 2009. szeptember 21. (Hozzáférés: 2024. augusztus 12.)
36. ↑  Collantine, Keith: Massa suspects Alonso knew about Crashgate plan (brit angol nyelven). RaceFans, 2014. január 9. (Hozzáférés: 2024. augusztus 12.)
37. ↑  MSN. www.msn.com. (Hozzáférés: 2024. augusztus 12.)
38. ↑  'Sad': F1 scandal erupts over stolen title (angol nyelven). Nine, 2023. április 4. (Hozzáférés: 2024. augusztus 12.)